# Viborg Fodsports Forening
Il Viborg Fodsports Forening, abbreviato anche in VFF e chiamato comunemente Viborg, è una società calcistica con sede a Viborg, in Danimarca. Gioca nella Superligaen, la massima serie del campionato danese.

## Palmarès

### Competizioni nazionali
- Coppa di Danimarca: 1

1999-2000
- Supercoppa di Danimarca: 1

2000
- 1. Division: 5

1980, 1997-1998, 2012-2013, 2014-2015, 2020-2021

### Altri piazzamenti
- Coppa di Danimarca:

Semifinalista: 2000-2001, 2002-2003, 2006-2007, 2024-2025
- Coppa di Lega danese:

Terzo posto: 2006
- 1. Division:

Secondo posto: 2019-2020

## Organico

### Rosa 2024-2025
Aggiornata al 24 agosto 2024.
| N. |                       | Ruolo | Calciatore       |
| -- | --------------------- | ----- | ---------------- |
| 1  | Danimarca (bandiera)  | P     | Lucas Lund       |
| 2  | Norvegia (bandiera)   | D     | Ivan Näsberg     |
| 3  | Danimarca (bandiera)  | D     | Mads Lauritsen   |
| 4  | Svizzera (bandiera)   | D     | Nicolas Bürgy    |
| 5  | Slovenia (bandiera)   | D     | Žan Zaletel      |
| 6  | Danimarca (bandiera)  | C     | Mads Søndergaard |
| 7  | Portogallo (bandiera) | A     | Serginho         |
| 8  | Nigeria (bandiera)    | C     | Ibrahim Said     |
| 9  | Curaçao (bandiera)    | C     | Nigel Thomas     |
| 11 | Brasile (bandiera)    | A     | Renato Júnior    |
| 12 | Danimarca (bandiera)  | C     | Thomas Jørgensen |
| 13 | Danimarca (bandiera)  | C     | Jeppe Grønning   |
| 14 | Danimarca (bandiera)  | A     | Anosike Ementa   |
| 15 | Danimarca (bandiera)  | C     | Isak Jensen      |

| N. |                      | Ruolo | Calciatore         |
| -- | -------------------- | ----- | ------------------ |
| 16 | Finlandia (bandiera) | P     | Lasse Schulz       |
| 17 | Danimarca (bandiera) | C     | Jakob Bonde        |
| 18 | Germania (bandiera)  | C     | Jean-Manuel Mbom   |
| 20 | Danimarca (bandiera) | P     | Kasper Kiilerich   |
| 23 | Danimarca (bandiera) | C     | Oliver Bundgaard   |
| 24 | Kenya (bandiera)     | D     | Daniel Anyembe     |
| 25 | Slovenia (bandiera)  | D     | Anel Zulić         |
| 27 | Fær Øer (bandiera)   | D     | Martin Agnarsson   |
| 28 | Danimarca (bandiera) | C     | Magnus Westergaard |
| 30 | Slovenia (bandiera)  | D     | Srđan Kuzmić       |
| 37 | Danimarca (bandiera) | C     | Jakob Vester       |
| 55 | Croazia (bandiera)   | D     | Stipe Radić        |
| 58 | Germania (bandiera)  | P     | Nico Mantl         |

### Rosa 2023-2024
Aggiornata al 9 novembre 2023.
| N. |                        | Ruolo | Calciatore       |
| -- | ---------------------- | ----- | ---------------- |
| 1  | Danimarca (bandiera)   | P     | Lucas Lund       |
| 3  | Danimarca (bandiera)   | D     | Mads Lauritsen   |
| 4  | Svizzera (bandiera)    | D     | Nicolas Bürgy    |
| 5  | Slovenia (bandiera)    | D     | Žan Zaletel      |
| 6  | Danimarca (bandiera)   | C     | Mads Søndergaard |
| 7  | Portogallo (bandiera)  | A     | Serginho         |
| 8  | Nigeria (bandiera)     | C     | Ibrahim Said     |
| 9  | Curaçao (bandiera)     | C     | Nigel Thomas     |
| 10 | Paesi Bassi (bandiera) | C     | Jamie Jacobs     |
| 11 | Brasile (bandiera)     | A     | Renato Júnior    |
| 12 | Gambia (bandiera)      | A     | Alassana Jatta   |
| 13 | Danimarca (bandiera)   | C     | Jeppe Grønning   |
| 14 | Danimarca (bandiera)   | A     | Anosike Ementa   |

| N. |                      | Ruolo | Calciatore         |
| -- | -------------------- | ----- | ------------------ |
| 15 | Danimarca (bandiera) | C     | Isak Jensen        |
| 16 | Finlandia (bandiera) | P     | Lasse Schulz       |
| 17 | Danimarca (bandiera) | C     | Jakob Bonde        |
| 18 | Germania (bandiera)  | C     | Jean-Manuel Mbom   |
| 20 | Danimarca (bandiera) | P     | Kasper Kiilerich   |
| 23 | Danimarca (bandiera) | C     | Oliver Bundgaard   |
| 24 | Danimarca (bandiera) | D     | Daniel Anyembe     |
| 25 | Slovenia (bandiera)  | D     | Anel Zulić         |
| 27 | Fær Øer (bandiera)   | D     | Martin Agnarsson   |
| 28 | Danimarca (bandiera) | C     | Magnus Westergaard |
| 30 | Slovenia (bandiera)  | D     | Srđan Kuzmić       |
| 37 | Danimarca (bandiera) | C     | Jakob Vester       |
| 58 | Germania (bandiera)  | P     | Nico Mantl         |

### Rosa 2022-2023
Aggiornata al 14 agosto 2022.
| N. |                        | Ruolo | Calciatore         |
| -- | ---------------------- | ----- | ------------------ |
| 1  | Danimarca (bandiera)   | P     | Lucas Lund         |
| 2  | Danimarca (bandiera)   | D     | Anton Gaaei        |
| 3  | Danimarca (bandiera)   | D     | Mads Lauritsen     |
| 4  | Svizzera (bandiera)    | D     | Nicolas Bürgy      |
| 5  | Slovenia (bandiera)    | D     | Žan Zaletel        |
| 6  | Danimarca (bandiera)   | C     | Mads Søndergaard   |
| 7  | Danimarca (bandiera)   | D     | Christian Sørensen |
| 8  | Paesi Bassi (bandiera) | C     | Justin Lonwijk     |
| 9  | Svezia (bandiera)      | A     | Marokhy Ndione     |
| 10 | Spagna (bandiera)      | A     | Nils Mortimer      |
| 11 | Paesi Bassi (bandiera) | A     | Jay-Roy Grot       |
| 12 | Gambia (bandiera)      | A     | Alassana Jatta     |
| 13 | Danimarca (bandiera)   | C     | Jeppe Grønning     |

| N. |                        | Ruolo | Calciatore       |
| -- | ---------------------- | ----- | ---------------- |
| 14 | Paesi Bassi (bandiera) | C     | Clint Leemans    |
| 16 | Danimarca (bandiera)   | P     | Mikkel Andersen  |
| 17 | Danimarca (bandiera)   | C     | Jakob Bonde      |
| 18 | Danimarca (bandiera)   | C     | Jonas Thorsen    |
| 19 | Rep. Ceca (bandiera)   | C     | Jan Žambůrek     |
| 20 | Danimarca (bandiera)   | P     | Kasper Kiilerich |
| 21 | Danimarca (bandiera)   | C     | Sofus Berger     |
| 23 | Danimarca (bandiera)   | A     | Younes Bakiz     |
| 24 | Danimarca (bandiera)   | D     | Daniel Anyembe   |
| 25 | Gambia (bandiera)      | D     | Lamin Jawara     |
| 30 | Nigeria (bandiera)     | A     | Ibrahim Said     |
| 32 | Danimarca (bandiera)   | A     | Christian Wagner |
| 34 | Germania (bandiera)    | C     | Jean-Manuel Mbom |

### Rosa 2021-2022
| N. |                        | Ruolo | Calciatore          |
| -- | ---------------------- | ----- | ------------------- |
| 1  | Danimarca (bandiera)   | P     | Lucas Lund Pedersen |
| 3  | Danimarca (bandiera)   | D     | Mads Lauritsen      |
| 4  | Sudafrica (bandiera)   | D     | Lorenzo Gordinho    |
| 5  | Iraq (bandiera)        | D     | Frans Dhia Putros   |
| 6  | Paesi Bassi (bandiera) | D     | Lars Kramer         |
| 7  | Danimarca (bandiera)   | D     | Christian Sørensen  |
| 8  | Paesi Bassi (bandiera) | C     | Justin Lonwijk      |
| 10 | Danimarca (bandiera)   | C     | Jeff Mensah         |
| 11 | Paesi Bassi (bandiera) | A     | Jay-Roy Grot        |
| 12 | Gambia (bandiera)      | A     | Alassana Jatta      |
| 13 | Danimarca (bandiera)   | C     | Jeppe Grønning      |
| 14 | Paesi Bassi (bandiera) | C     | Clint Leemans       |
| 15 | Danimarca (bandiera)   | C     | Mads Aaquist        |
| 16 | Danimarca (bandiera)   | P     | Mikkel Andersen     |

| N. |                      | Ruolo | Calciatore                 |
| -- | -------------------- | ----- | -------------------------- |
| 17 | Danimarca (bandiera) | C     | Jakob Bonde                |
| 21 | Danimarca (bandiera) | C     | Sofus Berger               |
| 23 | Danimarca (bandiera) | A     | Younes Bakiz               |
| 24 | Danimarca (bandiera) | D     | Daniel Anyembe             |
| 30 | Nigeria (bandiera)   | A     | Ibrahim Said               |
| 31 | Danimarca (bandiera) | A     | Tobias Bech                |
| 32 | Danimarca (bandiera) | A     | Christian Wagner           |
| 33 | Danimarca (bandiera) | C     | Frederik Ørsøe Christensen |
| 34 | Danimarca (bandiera) | D     | Mads Frederiksen           |
| 35 | Danimarca (bandiera) | C     | Mads Søndergaard           |
| 37 | Danimarca (bandiera) | A     | Anton Gaaei                |
| 48 | Danimarca (bandiera) | P     | Christian Hauge            |
|    | Rep. Ceca (bandiera) | C     | Jan Žambůrek               |
|    | Svezia (bandiera)    | A     | Marokhy Ndione             |

### Rosa 2019-2020
| N. |                          | Ruolo | Calciatore          |
| -- | ------------------------ | ----- | ------------------- |
| 1  | Inghilterra (bandiera)   | P     | Ellery Balcombe     |
| 2  | Danimarca (bandiera)     | D     | Alexander Fischer   |
| 3  | Danimarca (bandiera)     | D     | Mikkel Knudsen      |
| 4  | Danimarca (bandiera)     | D     | Jacob Dehn Andersen |
| 5  | Nuova Zelanda (bandiera) | D     | Nikko Boxall        |
| 6  | Paesi Bassi (bandiera)   | D     | Lars Kramer         |
| 7  | Danimarca (bandiera)     | A     | Christian Sørensen  |
| 8  | Danimarca (bandiera)     | A     | Mikkel Agger        |
| 9  | Albania (bandiera)       | A     | Albion Avdijaj      |
| 10 | Danimarca (bandiera)     | C     | Jeff Mensah         |
| 11 | Danimarca (bandiera)     | C     | Emil Scheel         |
| 12 | Gambia (bandiera)        | A     | Alassana Jatta      |
| 13 | Danimarca (bandiera)     | C     | Jeppe Grønning      |
| 14 | Haiti (bandiera)         | C     | Shelove Achelus     |

| N. |                         | Ruolo | Calciatore          |
| -- | ----------------------- | ----- | ------------------- |
| 15 | Danimarca (bandiera)    | D     | Mads Aaquist        |
| 17 | Danimarca (bandiera)    | D     | Jacob Bonde         |
| 19 | Danimarca (bandiera)    | C     | Casper Gandrup      |
| 23 | Danimarca (bandiera)    | C     | Christian Sivebæk   |
| 24 | Danimarca (bandiera)    | D     | Simon Trier         |
| 25 | Islanda (bandiera)      | P     | Ingvar Jónsson      |
| 26 | Danimarca (bandiera)    | P     | Can Dursun          |
| 27 | Sierra Leone (bandiera) | A     | Christian Moses     |
| 29 | Danimarca (bandiera)    | C     | Frederik Brandhof   |
| 31 | Danimarca (bandiera)    | C     | Tobias Bech         |
| 32 | Danimarca (bandiera)    | C     | Mads Kjellerup      |
| 33 | Danimarca (bandiera)    | D     | Simon Søndergaard   |
| 48 | Danimarca (bandiera)    | P     | Lucas Lund Pedersen |